# Верхньотавликаєво
Верхньотавлика́єво (рос. Верхнетавлыкаево, башк. Үрге Таулыkай) — село (колишній присілок) у складі Баймацького району Башкортостану, Росія. Адміністративний центр Тавликаєвської сільської ради.
Населення — 616 осіб (2010; 677 в 2002).
Національний склад:
- башкири — 99%